# 羅加喬夫
羅加喬夫（羅馬化：Rahachow）是白俄羅斯的城鎮，位於日洛賓以北的聶伯河的右岸，距離首府戈梅利121公里，由戈梅利州負責管轄，海拔高度136米，2011年人口33,898。在第二次世界大戰期間，該鎮的猶太人被納粹德國殺絕。

## 外部連結
- Photos on Radzima.org （页面存档备份，存于）